# Benoît Janvier
Benoît Janvier (Eaubonne, 13 de marzo de 1978) es un deportista francés que compitió en esgrima, especialista en la modalidad de espada.
Ganó una medalla de oro en el Campeonato Mundial de Esgrima de 2002 y tres medallas en el Campeonato Europeo de Esgrima entre los años 2000 y 2003.

## Palmarés internacional
| Campeonato Mundial | Campeonato Mundial  | Campeonato Mundial | Campeonato Mundial |
| Año                | Lugar               | Medalla            | Prueba             |
| ------------------ | ------------------- | ------------------ | ------------------ |
| 2002               | Lisboa (Portugal)   | Medalla de oro     | Espada por equipos |
| Campeonato Europeo |                     |                    |                    |
| Año                | Lugar               | Medalla            | Prueba             |
| 2000               | Funchal (Portugal)  | Medalla de oro     | Espada por equipos |
| 2001               | Coblenza (Alemania) | Medalla de bronce  | Espada por equipos |
| 2003               | Bourges (Francia)   | Medalla de oro     | Espada por equipos |